# Офлайновий алгоритм Тарджана для пошуку найменшого спільного предка
Офлайновий алгоритм Тарджана для пошуку найменшого спільного предка — алгоритм для знаходження найменшого спільного предка пари вузлів у дереві. Він названий на честь Роберта Андре Тарджана, який відкрив цей алгоритм у 1979 році. Алгоритм Тарджана не є алгоритмом реального часу, тобто, він вимагає, щоб усі пари вузлів, для яких потрібно знайти найменший спільний предок, були вказані заздалегідь.

## Формальне визначення завдання
Дано дерево {\displaystyle G} з {\displaystyle n} вершинами і дано {\displaystyle m} запитів виду ({\displaystyle {a_{i}}},{\displaystyle {b_{i}}}), потрібно для кожного запиту ({\displaystyle {a_{i}}},{\displaystyle {b_{i}}}) знайти найменшого спільного предка, тобто, таку вершину {\displaystyle {c_{i}}}, яка найбільш віддалена від кореня дерева і при цьому є предком для обох вершин {\displaystyle {a_{i}}} та {\displaystyle {b_{i}}}.

## Алгоритм

### Опис
Основою для алгоритму є структура даних «система неперетинних множин», яка і була винайдена Тарджаном.
Алгоритм фактично являє собою обхід у глибину із кореня дерева, в процесі якого поступово знаходяться відповіді на запити. А саме, відповідь на запит знаходиться, коли обхід у глибину обробляє вершину {\displaystyle v}, а вершина {\displaystyle u} вже була відвідана, або навпаки.
Підвісимо наше дерево за будь-яку вершину, і запустимо обхід у глибину з неї. Нехай обхід дерева у глибину знаходиться в деякій вершині {\displaystyle v}. Помістимо її в окремий клас в структурі неперетинних множин, {\displaystyle ancestor[v]=v}. Як завжди, в обході у глибину, перебираємо усі вихідні ребра {\displaystyle (v,to)}. Для кожного такого {\displaystyle to} запускаємо обхід у глибину із цієї вершини, а потім додаємо цю вершину разом з її піддеревом в клас вершини {\displaystyle v}. Це реалізується операціями структури даних «система неперетинних множин», присвоюванням {\displaystyle ancestor=v} для представника множини (так як після об'єднання представник класу міг змінитися). Після обробки всіх ребер ми перебираємо всі запити виду {\displaystyle (v,u)}, і якщо вершина {\displaystyle u} була позначена як відвідана обходом у глибину, то відповіддю на цей запит буде вершина {\displaystyle LCA(v,u)=ancestor[FindSet(u)]}. Очевидно, що для кожного запиту ця умова (що одна вершина запиту оброблюється обходом у глибину, а друга була відвідана раніше) виповниться рівно один раз.

### Псевдокод
Псевдокод нижче визначає найменший спільний предок для кожної пари із {\displaystyle P}, задано корінь дерева у якому діти вузла {\displaystyle n} зберігаються у множині {\displaystyle n.children}. Для цього алгоритму, множина {\displaystyle P} повинна бути вказана заздалегідь. В процедурі використовуються MakeSet, Find та Union функції системи неперетинних множин. {\displaystyle MakeSet(u)} розміщує елемент {\displaystyle u} в нову множину, що складається з одного нього, {\displaystyle Find(u)} повертає представника множини, у якій міститься {\displaystyle u}, {\displaystyle Union(u,v)} створює нову множину, яка є об'єднанням множин, які містять {\displaystyle u} і {\displaystyle v}.
```
function
 TarjanOLCA(u) 
is

    MakeSet(u)
    u.ancestor := u
    
for each
 v 
in
 u.children 
do

        TarjanOLCA(v)
        Union(u, v)
        Find(u).ancestor := u
    u.color := black
    
for each
 v 
such that
 {u, v} 
in
 P 
do

        
if
 v.color == black 
then

            print "Tarjan's Lowest Common Ancestor of " + u +
                  " and " + v + " is " + Find(v).ancestor + "."
```

Нижче наведено оптимізовані версії функцій MakeSet , Union і Find(використано евристику стиснення шляху та евристику об'єднання за рангом(в наведеному нижче псевдокоді рангову евристику реалізовано на основі глибини дерев)).
```
function
 MakeSet(x) 
is

    x.parent := x
    x.rank   := 1
 

function
 Union(x, y) 
is

    xRoot := Find(x)
    yRoot := Find(y)
    
if
 xRoot.rank > yRoot.rank 
then

        yRoot.parent := xRoot
    
else if
 xRoot.rank < yRoot.rank 
then

        xRoot.parent := yRoot
    
else if
 xRoot.rank == yRoot.rank 
then

        yRoot.parent := xRoot
        xRoot.rank := xRoot.rank + 1
  

function
 Find(x) 
is

    
if
 x.parent != x 
then

       x.parent := Find(x.parent)
    
return
 x.parent
```

### Приклад реалізації мовою С++
```
#include
 
<iostream>

#include
 
<vector>

using
 
namespace
 
std
;

const
 
int
 
N
 
=
 
100001
;
 
// N - максимальна кількість вершин у дереві

vector
 
<
 
int
 
>
 
g
[
N
],
 
q
[
N
];

int
 
ancestor
[
N
],
 
parent
[
N
],
 
r
[
N
];

bool
 
visited
[
N
];

void
 
MakeSet
(
int
 
x
)
 
{

	
parent
[
x
]
 
=
 
x
;

	
r
[
x
]
 
=
 
1
;

}

int
 
FindSet
(
int
 
x
 
)
 
{

	
if
 
(
x
 
==
 
parent
[
x
])
 
return
 
x
;

	
return
 
parent
[
x
]
 
=
 
FindSet
(
parent
[
x
]);

}

void
 
Union
(
int
 
x
,
 
int
 
y
)
 
{

	
int
 
xRoot
 
=
 
FindSet
(
x
),
 
int
 
yRoot
 
=
 
FindSet
(
y
);

	
if
 
(
r
[
xRoot
]
 
<
 
r
[
yRoot
])

		
swap
(
xRoot
,
 
yRoot
);

	
parent
[
yRoot
]
 
=
 
xRoot
;

	
r
[
xRoot
]
 
+=
 
r
[
yRoot
];

}

void
 
TarjanLCA
(
int
 
v
 
,
 
int
 
p
)
 
{

	
MakeSet
(
v
);

	
ancestor
[
v
]
 
=
 
v
;

	
for
 
(
int
 
i
 
=
 
0
;
 
i
 
<
 
g
[
v
].
size
();
 
i
++
)

		
if
 
(
g
[
v
][
i
]
 
!=
 
p
 
)
 
{

			
TarjanLCA
(
g
[
v
][
i
]
 
,
 
v
);

			
Union
(
g
[
v
][
i
],
 
v
);

			
ancestor
[
FindSet
(
v
)]
 
=
 
v
;
 

		
}

	
visited
[
v
]
 
=
 
true
;

	
for
 
(
int
 
i
 
=
 
0
;
 
i
 
<
 
q
[
v
].
size
();
 
i
++
)

		
if
 
(
visited
[
q
[
v
][
i
]])

			
cout
 
<<
 
"Tarjan's Lowest Common Ancestor of "
 
<<
 
v
 
<<
 
" and "
 
<<
 
q
[
v
][
i
]
 
<<
 
" is "
 
<<
 
ancestor
[
FindSet
(
q
[
v
][
i
])]
 
<<
 
'
/
n
'
;

}

int
 
main
()
 
{

	
// Тут зчитуємо структуру графу та запити (звідки-небудь, наприклад, з файлу).

	
TarjanLCA
(
1
 
,
 
-1
);
 
//вважаємо , що коренем дерева є вершина під номером 1 

}

```

### Оцінка складності алгоритму
Оцінка складності алгоритму складається із декількох частин.
- Обхід у глибину виконується за {\displaystyle O(n)}.
- Операції по об'єднанню множин, які в сумі працюють за {\displaystyle O(n\alpha (n))} , де {\displaystyle \alpha (n)} — обернена функція Акермана, яка зростає дуже повільно, настільки повільно, що для всіх розумних обмежень вона не перевершує 4 (приблизно для {\displaystyle n<=10^{600}}). Саме тому про асимптотику роботи системи неперетинних множин доречно говорити «майже константний час роботи» — {\displaystyle O(n)}. Кожний запит буде оброблений рівно один раз, тому можна вважати, що всі запити обробляються сумарно за {\displaystyle O(m)}.
- Для кожного запиту перевірка умови і визначення результату для всіх розумних {\displaystyle n} виконується за {\displaystyle O(1)}.

Отже, складність алгоритму — {\displaystyle O(n+m)}, що при достатньо великих {\displaystyle m} складає {\displaystyle O(1)} на один запит.